# Оливади
Оливади (итал. Olivadi) је насеље у Италији у округу Катанцаро, региону Калабрија.
Према процени из 2011. у насељу је живело 508 становника. Насеље се налази на надморској висини од 490 м.

## Становништво
Према резултатима пописа становништва 2011. у општини је живело 587 становника.
| 1931. | 1936. | 1951. | 1961. | 1971. | 1981. | 1991. | 2001. | 2011. |
| ----- | ----- | ----- | ----- | ----- | ----- | ----- | ----- | ----- |
| 1.505 | 1.422 | 1.446 | 1.302 | 973   | 903   | 829   | 643   | 587   |